# Bortézomib
Le bortézomib (BAN, INN and USAN. PS-341; Velcade par Millennium Pharmaceuticals et Cytomib par Venus Remedies) est une molécule anticancéreuse inhibant le protéasome. 
Il est utilisé pour traiter le myélome multiple et l'amylose AL.

## Efficacité
Un tiers des myélomes résistant aux autres traitements répond au bortézomib. Cette proportion augmente lorsqu'il est utilisé en combinaison avec d'autres traitements. Il est utilisé dans les rechutes après transplantation de moelle ou en seconde ligne, lorsqu'il existe une contre-indication à une greffe de moelle.

## Effets secondaires
Le produit provoque dans un tiers des cas une thrombopénie secondaire à l'inhibition du protéasome. L'effet secondaire le plus gênant reste (imposant la réduction des doses) la survenue d'une neuropathie périphérique.